# Xploding Plastix
«Xploding Plastix» — норвежская группа, играющая смесь электроники и бигбита с элементами эйсид-джаза. Создана Йенсом Петтером Нильсеном (норв. Jens Petter Nilsen) и Гальвардом Венерсбергом Хагеном (Hallvard Wennersberg Hagen) в начале 1999 года в Осло. Свою первую демозапись представили в 2000 году. Релиз первого альбома Amateur Girlfriends Go Proskirt Agents состоялся в 2001 году на норвежском лейбле Beatservice Records.
С релиза своего второго альбома The Donca Matic Singalongs в 2003 году, группа работала над музыкой к короткометражкам, фильмам и к телевизионным и радиопрограммам. Также музыканты сотрудничали с группой Kronos Quartet, Piston Ltd и работали над сайд-проектом The Electones.
Свой третий альбом Treated Timber Resists Rot группа Xploding Plastix выпустила в сентябре 2008 года на лейбле Beatservice Records. Последний на данный момент мини-альбом Devious Dan вышел в 2010 году.

## Дискография

### Полноформатные альбомы
- Amateur Girlfriends Go Proskirt Agents, CD/LP (2001)
- The Donca Matic Singalongs, CD/LP (2003)
- Treated Timber Resists Rot, CD/LP (2008)

### Мини-альбомы
- Treat me mean, I need the reputation, 7" (2000)
- Doubletalk, EP 12" (2001)
- Behind the Eightball, EP (2001)
- Plastic Surgery LP 3 Sampler side A, 12" on Hospital Records NHS42 (2002)
- The Benevolent Volume Lurkings, EP (2003)
- The Rebop By Proxy EP, EP (2004)
- Devious Dan, EP (2010)